# Metasia paganalis
Metasia paganalis là một loài bướm đêm trong họ Crambidae.